# Bujaj Się (album)
Bujaj Się – druga studyjna płyta polskiego zespołu ska Vespa. Płyta wydana w formacie MC i CD w 2003 nakładem Jimmy Jazz Records. W 2018 roku z okazji 15-lecia oryginalnego wydawnictwa płyta została wznowiona w formacie LP.

## Lista utworów
1. Intro
2. Polska miejska
3. Już wiem
4. Egzekucja
5. Jesień w Świnoujściu
6. Lost in piła
7. Latając
8. To miasto
9. Złote lata
10. TT '56
11. Agnieszka
12. Tryton
13. Błażeja piosenka o życiu
14. Tadzio
15. Rokstedi
16. Taksówkarz

## Skład
- Alicja - saksofon tenorowy, wokal
- Maciek - gitara, drugi wokal
- Jagibabu - saksofon tenorowy, wokal
- Szymon a.k.a. "Porek" - trąbka
- Tadzio - saksofon altowy
- Patryk - wokal
- Krzaq - gitara basowa, drugi wokal
- Arek - perkusja